# Cherryville (Oregon)
Cherryville önkormányzat nélküli település az USA Oregon államában, Clackamas megyében. 